# Juan Carlos Díaz Mena
Juan Carlos Díaz Mena (Quibdó, Chocó, Colombia; 20 de mayo de 2001) es un futbolista colombiano. Juega como volante de marca  y su equipo actual es el Patriotas Boyacá de la Categoría Primera A, ha sido internacional con la Selección de fútbol sub-20 de Colombia.

## Trayectoria

### Independiente Medellín
Fue promovido por el entrenador ecuatoriano Octavio Zambrano al primer equipo debido a sus destacadas actuaciones en las divisiones menores. Anotó su primer gol con el equipo profesional ante Club Atlético Peñarol de Uruguay en un amistoso internacional disputado en Boca Ratón, Florida, partido que terminaría empatado 3-3. Su debut oficial fue el 15 de julio de 2019 en la victoria del equipo rojo 3 - 0 frente a Patriotas Boyacá, ingresando al minuto 73 en el partido válido por la primera fecha de la Liga Águila 2019-2.

## Clubes
| Club                   | País     | Año           | Partidos |
| ---------------------- | -------- | ------------- | -------- |
| Independiente Medellín | Colombia | 2018 - 2022   | 30       |
| Coritiba               | Brasil   | 2022-2023     | 4        |
| Londrina (préstamo)    | Brasil   | 2023          | 2        |
| Patriotas Boyacá       | Colombia | 2024-presente |          |

## Palmarés

### Campeonatos nacionales
| Título        | Club                   | País     | Año  |
| ------------- | ---------------------- | -------- | ---- |
| Copa Colombia | Independiente Medellín | Colombia | 2019 |
| Copa Colombia | Independiente Medellín | Colombia | 2020 |